# Tristan Murail
Tristan Murail (Le Havre, 11 de març de 1947) és un compositor francès, deixeble d'Olivier Messiaen, un dels màxims representants de la música espectral o espectralisme, junt amb Jonathan Harvey i l'últim Gérard Grisey.

## Biografia
Després dels seus estudis universitaris –amb els quals va obtenir una llicenciatura en ciències econòmiques, i diplomes d'àrab clàssic i d'àrab magrebí a l'École Nationale des langues orientales, a més d'un diploma de l'Institut d'études politiques– el 1967 va entrar al Conservatori Nacional de París i allí va cursar els estudis fins al 1972. Va assistir al curs d'Olivier Messiaen, i als cursos de computer music en què va obtenir el primer premi de composició el 1971.
Entre el 1971 i el 1973, va ser seleccionat al Prix de Rome, i va ser pensionat a l'Acadèmia de França a la Vil·la Mèdici de Roma, on es va topar amb Giacinto Scelsi. El 1973, a més, va col·laborar a la fundació de l'Ensemble l'Itinéraire i en el desenvolupament d'obres per a diferents tipus de teclats —ones Martenot, òrgans electrònics, sintetitzadors.
És autor de diferents articles sobre música espectral —«La révolution de sons complexes», «Spectre et lutins ou Questions de cible»—, i segueix amb les seves composicions amb l'ajuda de l'ordinador. Va ensenyar informàtica musical al Conservatori Nacional de París (on va tenir d'alumbe a Philippe Hurel) i a l'IRCAM, on va cooperar per al desenvolupament del software musical Patchwork. Actualment utilitza el programa hereu, OpenMusic i treballa a la Universitat de Colúmbia de New York. A més, participa freqüentment en conferències i seminaris internacionals —especialment als Internationale Farienkurse für neue Musik de Darmstadt. Festival de Darmstadt.
Les obres de Murail són publicades per Salabert i Editions Henry Lemoine. La seva música ha sigut gravada per segells discogràfics Una Corda, Metier, Adés i MFA-Radio France. Ha obtingut el "Grand Prix du Disque" el 1990 i el "Grand Prix du Président de la République, Académie Charles Cros" el 1992.
Les seves obres més destacades són les orquestrals Gondwana i Time and Again, així com Désintégrations per a 17 instrumens i cinta i Ethers.
També compon una sèrie de peces per a diferents instruments en el seu cicle Random Access Memory, del que la sexta, Vampyr!, és una peça estranya dins del repertori clàssic per a guitarra elèctrica. Vampyr! és una de les poques obres del catàleg de Murail en què no s'usa la tècnica espectral. A més, en les notes per a la interpretació, el compositor recomana a l'intèrpret tocar a la manera dels guitarristes de la tradició pop o rock, com Carlos Santana i Eric Clapton.
Va ser professor de la compositora austríaca Olga Neuwirth i l'italiana Lucia Ronchetti.

## Obres
Orquestra
- 1970, Altitude 8000, per a orquestra
- 1972, Au-delà du mur du son, per a gran orquestra
- 1973, La dérive des continents, per a viola i orquestra de cordes
- 1973, Cosmos privé, per a orquestra
- 1975, Sables, per a orquestra
- 1979, Les courants de l'espace, per a ones Martenot i petita orquestra
- 1980, Gondwana, per a orquestra
- 1985, Sillages, per a orquestra
- 1985, Time and again, per a orquestra
- 1991, La dynamique des fluides, per a orquestra
- 1996 Le partage des eaux, per a gran orquestra
- 2004, Terre d'ombre, per a gran orquestra i sons electrònics
- 2007, Contes cruels, per a 2 guitarres elèctriques i orquestra
- 2012, Le Désenchantement du Monde, piano concerto
- 2013, Reflections / Reflets, per a orquestra

Ensemble
- 1969, Couleur de mer, per a 15 instruments
- 1978, Ethers, per a 6 instruments
- 1982, Désintégrations, per a 17 instruments i sons electrònics
- 1990, Allégories, per a 6 instruments i sons electrònics
- 1992, Serendib, per a 22 músics
- 1993, La Barque mystique per a ensemble
- 1994, L'Esprit des dunes, per a ensemble
- 1996, Bois flotté, per a piano, trombó, trio de corda, sons sintètics i síntesi de sons
- 2000, Winter Fragments, per a flauta, clarinet, piano, violí, violoncel, teclat MIDI i ordinador
- 2001, Le Lac, per a ensemble
- 2006, Légendes urbaines per a 22 instruments
- 2006, Seven Lakes Drive, per a flauta, clarinet, trompa, piano, violí i violoncel
- 2008, Liber fulguralis, per a ensemble, electrònica i vídeo
- 2011, La Chambre des cartes, per a flauta, clarinet, trompa, piano, percussions, violí, viola i violoncel
- 2012, The Bronze Age, per a flauta, clarinet, trombó, violí, violoncel i piano
- 2014, Un Sogno, per a ensemble i electrònica

Cambra
- 1970, Où tremblent les contours, per a 2 violes
- 1973, Les Nuages de Magellan, per a 2 ones Martenot, guitarra elèctrica i percussió
- 1974, Transsahara express, per a baix i piano
- 1986, Atlantys, per a 2 sintetitzadors DX7 Yamaha, dins Random Access Memory
- 1993, La barque mystique, per a 5 instruments
- 1998, Feuilles à travers les cloches, from «Portulan», per a flauta, violí, violoncel i piano
- 2006, Les Ruines circulaires, per a clarinet i violí
- 2008, Garrigue, per a flauta baixa, viola, violoncel i percussió
- 2015, Travel Notes, per 2 pianos i 2 percussions

Instrumental
- 1967, 'Comme un Oeil Suspendu et Poli Par le Songe…', per a piano
- 1972, Estuaire, 2 peces per a piano
- 1976, C'est un jardin secret, ma sœur, ma fiancée, une fontaine close, une source scellée per a viola solo
- 1977, Tellur, per a guitarra
- 1977, Territoires de l'oubli, per a piano
- 1984, Vampyr!, per a guitarra elèctrica dins Random Access Memory
- 1992, Attracteurs étranges, per a violoncel
- 1992, Cloches d'adieu, et un sourire... in memoriam Olivier Messiaen, per a piano
- 1993, La Mandragore, per a piano
- 1995, Unanswered questions, per a flauta

Vocal
- 1995, ...amaris et dulcibus aquis..., per a cor i sons electrònics
- 2010, Les sept Paroles, per a orquestra, cor i electrònica